# Salvatore Bianchetti
Salvatore Bianchetti (Catania, 19 ottobre 1950) è un allenatore di calcio italiano, docente di Calcio presso gli atenei di Catania e di Tor Vergata.
Ha allenato nella massima serie bulgara il Nafteks Burgas.

## Carriera
Iniziò a giocare a calcio nelle giovanili del Catania, ma rinunciò presto per dedicarsi ad allenare i giovani. Arrivò anche a dirigere la primavera rossazzurra e a fare da secondo a Gianni Di Marzio, Giovan Battista Fabbri e Antonio Renna durante i campionati 1982-83 (3º in Serie B, promosso in Serie A), 1983-84 (16º e ultimo in Serie A) e 1984-85 (14º in Serie B).
Nel 1987 si diploma a Coverciano allenatore di prima categoria ed inizia l'attività con la Leonzio, in Serie C2, piazzandosi per due anni al terzo posto.
Prima di tornare al Catania nel 1992-93 richiamato da Angelo Massimino, fa esperienza in C1 con buoni risultati nel Barletta. Il campionato rossazzurro è dignitoso con la storica vittoria a Palermo dove il Catania non vinceva da 25 anni. Nell'estate 1993 Bianchetti va ad allenare la neopromossa Atletico Leonzio di Franco Proto, che a fine stagione si trasferisce a Catania per colmare il vuoto lasciato dopo la radiazione della squadra di Massimino.
Gli anni 1995, 1996 e 1997 sono da considerare i migliori, infatti continua ad allenare in Serie C1, però al nord, il Crevalcore e la SPAL. Con la prima fa un autentico miracolo prendendo la squadra all'ultimo posto e salvandola senza passare dai play-out. Con la SPAL invece arriva secondo ma perde gli spareggi per andare in Serie B.
L'anno successivo va al Savoia, C1, sfiorando i play-off. Torna quindi a Catania chiamato dal presidente Proto, per allenare l'Atletico Catania. La squadra anche in questo caso si salva.
Nel 2003-04 continua la sua difficile opera di salvataggi prendendo in consegna il Taranto da Fabio Brini a marzo, sul fondo della classifica: riesce ad evitare l'ultimo posto ma non la retrocessione arriva dopo due pareggi ai play-out contro la Fermana.
Nel 2004-2005 il compianto Franco Scoglio, manager in Bulgaria della squadra Nafteks di Burgas sul Mar Nero, lo chiama per affidargli la prima squadra. L'esperienza è positiva perché la squadra finisce il campionato a metà classifica.
Nel 2005 la Ternana lo chiama per allenare la primavera ottenendo il secondo posto dopo la Roma e lanciando parecchi giovani in prima squadra. Nel 2006-2007 l'Igea Virtus lo chiama a stagione in corso e gli consente così di rientrare in Sicilia.
Ha anche allenato il Giarre e l'Imolese.
È sceso per la prima volta in un campionato regionale dilettantistico nel 2008-'09, quando ha accettato l'offerta della Virtus Casarano, nel girone pugliese di Eccellenza. La promozione in Serie D con tre turni d'anticipo (in seguito allo 0-0 con il Ruvo), le vittorie della fase pugliese e poi nazionale della Coppa Italia Dilettanti e della Supercoppa di Puglia gli valgono la riconferma con l'obiettivo della promozione. La neopromossa pugliese si classifica al terzo posto alla fine del campionato: «Abbiamo realizzato 151 punti, siamo arrivati al terzo posto da neopromossa, credo fosse difficile fare meglio», dichiara a fine stagione, quando viene sostituito da Antonio Toma.

## Palmarès

### Allenatore

#### Competizioni regionali
- Eccellenza: 1

Virtus Casarano: 2008-2009

#### Competizioni nazionali
- Coppa Italia Dilettanti: 1

Virtus Casarano: 2008-2009